# Thomas Ward
Thomas Ian Murray Ward (ur. 29 czerwca 1907 w Sanday, zm. 6 kwietnia 1986 w Biggin Hill) – brytyjski zapaśnik walczący w stylu wolnym. Olimpijczyk z Berlina 1936, gdzie odpadł w eliminacjach w kategorii 87 kg.
Brązowy medalista igrzysk Imperium Brytyjskiego w 1938, gdzie reprezentował Szkocję.
Trzykrotny mistrz kraju w: 1936, 1937 i 1943 (90 kg).
- Turniej w Berlinie 1936

Przegrał z Amerykaninem Rayem Clemonsem i Mustafą Avcioğlu-Çakmakiem z Turcji.